# The Con (videojuego)
The Con, lanzado como Gamble Con Fight en Japón y The Con: Gamble Fight en Corea del Sur, es un videojuego de lucha desarrollado por Think & Feel y publicado por Sony Computer Entertainment para PlayStation Portable en 2005. La historia sigue la vida de un Estafador que lucha por dinero.

## Jugabilidad
The Con es un innovador juego de lucha en 3D basado en un inframundo donde existen torneos de lucha ilegales y las apuestas de alto riesgo ocupan un lugar central. Durante el juego, los jugadores pueden entrenar a su luchador para luchar solo o en un equipo de tres en el Modo Historia, donde su capacidad para formar un equipo e implementar estrategias de enfrentamiento juega un papel muy importante. A lo largo del juego, los jugadores pueden aprender combinaciones de lucha reprogramables basadas en cinco disciplinas de pelea diferentes: boxeo, lucha libre, kick boxing, tae kwon do y jeet kune do.[cita requerida] Estas cinco disciplinas de pelea siempre están activas personaje predeterminado, pero el personaje personalizado del jugador puede elegir cualquier disciplina de pelea. Todas las disciplinas de pelea tienen combinaciones de movimientos que pueden actuar como combos, que pueden actualizarse dependiendo de los movimientos que un jugador realiza en un combo.

### Juego rápido
Hay tres modos: arcade, contrarreloj y supervivencia. En este modo, hay once etapas. Los primeros nueve son aleatorios, y los dos últimos son siempre los mismos: Hardcase, un hombre supuestamente deshonrado porque lleva un paño que le cubre la boca y tiene cicatrices en el cuerpo; y Mask, un hombre cuyo estilo de lucha depende del jugador; si el jugador es un boxeador callejero, también lo es, etc.

## Trama
Reina introduce a un estafador a las luchas clandestinas. Él/ella gana dos veces y luego al protagonista se le enseña cómo ganar dinero, y él/ella tiene que hacer lo siguiente: luchar para ganar, realizar una estafa de regreso, comenzar como un perdedor y regresar, y lanzarse en picado. Empieza como un ganador y luego pierde.
Luego el protagonista se enfrenta a Reina y le dice que ya terminaron. Reina dice que es su dueña. Reina es asesinada por el protagonista que afirma que nadie es dueño de él. Luego, el protagonista recluta a otros dos luchadores y forma un equipo. El equipo (nombre) lucha para ser invitado al Big Time, donde los ganadores del torneo reciben 10 millones de dólares. Derrotan a Boneyard y su equipo Phantom de rango D (24-2), Smoke y su equipo Extreme de rango C (26-2), Shaman y su equipo Demoish del equipo B (36-2), Cinder y su equipo Crimson de rango A (52-6) y opcionalmente, Cornfed y su equipo Triumph (57-0) (no es necesario derrotar al equipo Triumph para ir al Big Time Tournament). Cuando ese equipo salta al rango A, Smoke, con quien pelearon en el rango C, quiere unirse a su equipo. Si el protagonista lo quiere, tendrá que elegir con qué estilo de lucha luchará Smoke. Smoke domina todos los estilos del juego, pero a costa de otro miembro del equipo. Uno se va a casa, mientras Smoke se une al equipo. Si dice que no, se marcha inmediatamente y no queda otra posibilidad. Después de algunas peleas, el antiguo miembro del equipo regresa para ocupar su antiguo lugar. El protagonista puede optar por mantener a Smoke o echar a Smoke.
Una vez que llegan al torneo Big Time, la pandilla habla sobre el protagonista, pero Kuro sigue confiando en que Shades se hará cargo de ese equipo. Ese equipo lucha hasta la final, en las semifinales derrota a Shades y su equipo Collosus, pero algo extraño sucede durante la final. Si el jugador aceptó la oferta de Smoke, se revela que se estaba infiltrando ya que, para empezar, nunca estuvo del lado del protagonista, junto con Cornfed y Kuro (es posible que ya hayan luchado contra Cornfed en el rango S). Si no aceptó la oferta, o si Smoke finalmente fue expulsado para recuperar al antiguo miembro del equipo, Smoke mata a uno de los miembros del equipo. De cualquier manera, ese equipo tendrá que luchar contra el equipo Menace con dos miembros contra tres.
Aun así, derrotan al equipo Menace y se llevan a casa el premio en metálico, y Kuro es arrestado.

## Recepción
The Con recibió críticas "mixtas" según el agregador de reseñas Metacritic. En Japón, Famitsu le dio una puntuación de dos sietes y dos seises, para un total de 26 sobre 40.